# Міхай Поллак
Міхай Поллак (угор. Pollack Mihály; 30 серпня 1773, Відень — 5 січня 1855, Пешт) — австро-угорський, власне угорський архітектор, представник класицизму.

## З життя та творчості
Перші уроки з архітектури Міхай Поллак отримав від свого батька, також архітектора. Навчався у віденській Академії мистецтв.
1794 року Поллак переїхав до Мілана до свого зведеного брата Леопольда Поллака, де брав участь у роботі над Міланським собором. Згодом, 1798 року приїхав у Пешт для роботи над проектом лютеранської церкви.
Від 1808 року Міхай Поллак увійшов до складу архітектурного комітету Пешта і, таким чином, відіграв визначну роль у формуванні архітектурного обличчя столиці Угорщини Будапешта. Так, у Пешті Поллак зводив житлові будинки й палаци в історичному стилі (під пізню готику) з щедрим використанням традицій пануючого на той час класицизму.
За проектами Поллака в Будапешті побудовані будівлі Угорського національного музею, палацу Шандора в Буді та військової академії Людовики.
Ім'я Міхая Поллака носить одна з площ угорської столиці в Пешті неподалік від комплексу Угорського національного музею.